# Extra 3
extra 3是自1976年起每周播出的政治讽刺類德国电视节目。該節目由北德廣播公司制作，並且在NDR Fernsehen和3sat播出。2014年， extra 3在YouTube上開設了一個频道。
2016年3月17日， extra 3播放了一個名为“ Erdowie, Erdowo, Erdogan ”的讽刺土耳其總統埃爾多安的音乐视频，該視頻改编自德国流行歌星妮娜的歌曲Irgendwie, irgendwo, irgendwann。2016年3月22日，埃尔多安就这段音樂視頻召见了德国大使，要求德国政府进行干预并删除该视频。不過德国政府拒绝干预。
埃尔多安的反应引起了德国方面的抗议，德国的所有政党均批评土耳其這一作為，并重申德国不會干預新闻自由。欧盟委员会主席让-克洛德·容克表示，土耳其這一作為只會让土耳其加入欧盟這一願景越發難以實現。